# Почесні громадяни Кропивницького
Нижче наведений список почесних громадян Кропивницького.

## Почесні громадяни
| Почесні громадяни міста Кропивницького | Почесні громадяни міста Кропивницького | Почесні громадяни міста Кропивницького | Почесні громадяни міста Кропивницького | Почесні громадяни міста Кропивницького |
| -------------------------------------- | -------------------------------------- | -------------------------------------- | --- | -------------------------------------- |
| №:                                     | П. І. Б.                               | Роки життя                             | Діяльність | Дата присвоєння                        |
| 1.                                     | Остен-Сакен Дмитро Єрофійович          | 1789 - 1881                            | З 1835 року Дмитро Єрофійович був призначений командиром 2-го резервного кавалерійського корпусу, штаб якого знаходився у Єлисаветграді. П'ятнадцять років граф Остен-Сакен фактично керував містом, коли воно входило до військових поселень. Завдяки йому було збудовано великий міст через Інгул, кілька будинків та інших споруд, які стали окрасою міста. | 7 квітня 1864 року                     |
| 2.                                     | Ерделі Олександр Семенович             | 1826 - 1898                            | Всі роки роботи в земстві Ерделі О.С. поєднував з почесною посадою мирового судді Єлисаветградського повіту. У 1873 році отримав чин колезького асесора, в 1874 став статським радником. У цьому ж році указом імператора призначений виконуючим обов'язки Херсонського губернатора. У 1876 році проведений в дійсного статського радника та затверджений на посаді губернатора. | невідомо                               |
| 3.                                     | Гуляницький Трифон Маркович            | 1875 - 1959                            | Влітку 1918 року Трифон Гуляницький створює партизанський загін для боротьби з австро-німецькими військами. Пізніше цей загін вливається до складу однієї з червоних дивізій. Після закінчення затяжної братовбивчої війни 1918-1922 років Трифон Маркович переходить на господарську роботу. Він був завідувачем земельного відділу, робітничо-селянської інспекції, керівником тресту, головою виконкому міської ради робітничих і селянських депутатів, директором заводу. Вийшовши на пенсію, займався громадською діяльністю. | 30 жовтня 1967 року                    |
| 4.                                     | Кочерещенко Григорій Іванович          | 1880 - 1969                            | Григорій Іванович очолював профспілковий комітет харчовиків, був секретарем партійної організації підприємства, деякий час займає посаду директора невеликого заводу. Нагороджений орденами Леніна та Трудового Червоного Прапора. | 1967 рік                               |
| 5.                                     | Конєв Іван Степанович                  | 1897 - 1973                            | Уславлений радянський полководець, Маршал Радянського Союзу, двічі Герой Радянського Союзу Іван Степанович Конєв уродженець Росії, став Почесним громадянином міста, у якому він ніколи не був, але має відношення до його історії. | 4 січня 1969 року                      |
| 6.                                     | Жадов Олексій Семенович                | 1901 - 1977                            | Брав активну участь у Другій світовій війні. Командуючи військами 5-ї гвардійської армії, відзначився у Кіровоградській наступальній операції. Підрозділи цієї армії першими увійшли у Кіровоград із східного напрямку. У 1945 році гвардії генерал-полковнику Жадову Олексію Семеновичу присвоєно звання Героя Радянського Союзу | 4 січня 1969 року                      |
| 7.                                     | Самчук Іван Оникійович                 | 1912 - 1988                            | Командир 32-го гвардійського стрілецького корпусу, бійці якого в січні 1944-го в ході Кіровоградської наступальної операції одними з перших увійшли у Кіровоград, звільняючи місто від німецьких окупантів. | 23 березня 1973 року                   |
| 8.                                     | Ротмистров Павло Олексійович           | 1901 - 1982                            | Генерал, маршал бронетанкових військ, доктор воєнних наук, професор, автор книги «Танки на війні». | 23 жовтня 1973 року                    |
| 9.                                     | Родимцев Олександр Ілліч               | 1905 - 1977                            | Офіцер, Герой Радянського Союзу(двічі), командував бригадою, потім дивізією і корпусом, генерал. | 28 жовтня 1973 року                    |
| 10.                                    | Кривохижа Анатолій Михайлович          | Народився 1925 року                    | Творець і довголітній керівник заслуженого самодіяльного ансамблю народного танцю України «Ятрань», тренер з легкої атлетики. | 6 березня 1998 року                    |
| 11.                                    | Сухомлинський Василь Олександрович     | 1918 - 1970                            | Заслужений учитель УРСР, член-кореспондент АПН СРСР, Герой Соціалістичної Праці | 6 березня 1998 року                    |
| 12.                                    | Степанов Михайло Дмитрович             |                                        | Майор саперної бригади. | 30 грудня 1998 року                    |
| 13.                                    | Каліхов Михайло Іванович               | 1923 - 2009                            | Танкіст, працював в комітеті сприяння військомату. | 24 листопада 1999 року                 |
| 14.                                    | Дацький Василь Несторович              | 1923 - 2002                            | Офіцер, очолював педагогічний колектив Кіровоградської середньої школи № 32, працював в міській організації ветеранів війни, праці, правоохоронних органів, очолюючи її, один із авторів багатотомної «Історії міст і сіл УРСР. Кіровоградська область», збірників «Подвиг у спадок», «Книга Пам'яті». | 24 липня 2003 року                     |
| 15.                                    | М’ягкий Віктор Михайлович              | 1949 -                                 | Лікар-уролог урологічного відділення обласної лікарні м. Кіровограда, очолює урологічне відділення міської лікарні швидкої медичної допомоги, є позаштатним спеціалістом Кіровоградського міськздороввідділу, заслужений лікар України, зробив понад 16 тисяч операцій, тобто врятував життя названій кількості людей, | 24 липня 2003 року                     |
| 16.                                    | Симоненко Олександр Сергійович         | 1974 -                                 | Заслужений майстер спорту міжнародного класу(велосипедний спорт), тоді ж він став лауреатом загальнонаціональної програми «Людина року-2001». | 24 липня 2003 року                     |
| 17.                                    | Ануфрієв Микола Іванович               | 1950 -                                 | Український міліцейський чин, правник і громадський діяч (свого часу заступник міністра ВС-начальник ГУ по роботі з особовим складом, від 2003 року — ректор Київського інституту Внутрішніх Справ). Свою кар'єру починав як слідчий відділу внутрішніх справ Кіровоградського райвиконкому. | 22 липня 2004 року                     |
| 18.                                    | Желтобрюх Віктор Миколайович           | 1932 -                                 | Технар, робітникові, а потім інженеру, коли він був переведений на завод тракторних гідроагрегатів, який пізніше очолив.генеральним директором ВО «Червона зірка». У 1992 році він заснував та став директором ТОВ фірма «Ось».кандидат технічних наук, автор 32 винаходів, впроваджених у виробництво. | 22 липня 2004 року                     |
| 19.                                    | Чабаненко Євгенія Михайлівна           | 1928 - 2003                            | Очолювала педколективи 27-ї та 34-ї СШ міста. З 1970 по 1986 рік Євгенія Михайлівна була заступником голови Кіровоградського облвиконкому. Працювала заступником голови ради обласної організації Українського товариства охорони пам'яток історії та культури, очолювала міську раду організації ветеранів війни, праці, Збройних Сил, обиралася депутатом міської ради. Єдина жінка "Почесний громадянин міста" | 22 липня 2004 року                     |
| 20.                                    | Любович Юрій Васильович                |                                        | У Хабаровську він працював хормейстером молодіжного хору, викладав у музучилищі. Музичної грамоти наш земляк навчав молодь Комсомольська-на-Амурі. У 1975 році Юрій Любович повернувся до рідного міста, став викладачем, заступником, а потім — директором місцевого музучилища. У 2004 році він створив авторський проект «Дні пам 'яті на батьківщині великого піаніста, педагога, музичного діяча Г.Нейгауза за участю видатних піаністів країни».                                                                             | 6 вересня 2005 року                    |
| 21.                                    | Єрещенко Микола Юхимович               | 1924 - 2009                            | Старшина | 6 вересня 2005 року                    |
| 22.                                    | Семенов Дмитро Іванович                | 1913 - 2006                            | Майор, заслужений меліоратор України. | 6 вересня 2005 року                    |
| 23.                                    | Кандідов Михайло Дмитрович             | 1920 - 2008                            | Командир танкового взводу, художник-монументаліст, перебував на посаді заступника голови Кіровоградського міського товариства інвалідів Великої Вітчизняної війни та інших воєн. | 5 вересня 2006 року                    |
| 24.                                    | Яриніч Володимир Іларіонович           | 1941 -                                 | Лікар-педіатр Катеринівської дільничної лікарні Кропивницького району | 15 вересня 2007 року                   |
| 25.                                    | Черевко Кім Михайлович                 | 1936 - 2008                            | міський голова Кіровограда (голова виконкому Кіровоградської міської Ради народних депутатів) у 1977—86 роки. На цій та інших посадах чимало зробив для розвитку міста. | 15 вересня 2007 року                   |
| 26.                                    | Москаленко Микола Іванович             | 1948 -                                 | На базі ВАТ “Інтерресурси”, Москаленко М.І. створює високотехнологічне промислове підприємство будівельної індустрії, яке дало відмінні результати, виробляючи та реалізовуючи свою продукцію на ринках Європи та України. ВАТ “Інтерресурси” одне з найбільших та найсучасніших деревопереробних підприємств у Кіровоградській області. | 5 серпня 2008 року                     |
| 27.                                    | Саінсус Олександр Дмитрович            | 1948 -                                 | Саінсус О.Д. - кандидат технічних наук, заслужений працівник промисловості України. Нагороджений Почесною грамотою Кабінету Міністрів України, відзнакою виконавчого комітету Кіровоградської міської ради “За заслуги” І, ІІ ступенів, Орденом “За заслуги” ІІ, ІІІ ступенів, Почесною відзнакою Кіровоградської області “Честь і слава Кіровоградщини”. | 5 серпня 2008 року                     |
| 28.                                    | Сидора Петро Петрович                  | 1950 -                                 | Митрофорний протоієрей священнослужитель Кіровоградської єпархії УПЦ, своєю пастирською діяльністю утверджує в суспільстві християнські ідеали та цінності, дбає про духовний і культурний розвиток мешканців міста. | 5 серпня 2008 року                     |
| 29.                                    | Бахмач Євгеній Степанович              | 1951 -                                 | З 2005 року Євгеній Степанович – президент регіонального відділення Українського Союзу Промисловців і Підприємців. | 3 вересня 2009 року                    |
| 30.                                    | Курбатов Володимир Ілліч               | 1938 -                                 | З 1976 року головний інженер, а з 1977 року генеральний директор Кіровоградського виробничого швейного об’єднання. З 1994 року – голова правління, а з 1999 директор Відкритого акціонерного товариства “Кіровоградська швейна фабрика “Зорянка”. | 3 вересня 2009 року                    |
| 31.                                    | Черновол Михайло Іванович              | 1950 -                                 | Черновол Михайло Іванович - заслужений діяч науки і техніки України, за багаторічну сумлінну працю і високий професіоналізм, вагомий внесок у підготовку висококваліфікованих кадрів і розвиток науки М.І. Черновол відзначений високими державними, урядовими і галузевими нагородами. | 3 вересня 2009 року                    |
| 32.                                    | Неділько Сергій Миколайович            | 1957 -                                 | Неділько С.М. - кандидат технічних наук, його трудова діяльність та активна громадська позиція відзначена нагрудним знаком “Відмінник освіти України”, Почесною грамотою Кіровоградської міської ради та виконавчого комітету, відзнакою виконавчого комітету Кіровоградської міської ради “За заслуги” ІІ ступеня. | 14 вересня 2010 року                   |
| 33.                                    | Коротков Анатолій Єгорович             | 1944 -                                 | Талановитий, ініціативний, творчо працюючий педагог, активний громадський діяч Кіровоградщини. | 14 вересня 2011 року                   |
| 34.                                    | Тамм Ігор Євгенович                    | 1895 - 1971                            | У 1958 році Тамму присуджена Нобелівська премія з фізики за теорію випромінювання. Ігор Євгенович - лауреат двох Сталінських премій СРСР (1946, 1953). Нагороджений 4 орденами Леніна (1953, 1954, 1956, 1965), орденом Трудового Червоного Прапора (1945), медалями. | 12 вересня 2012 року                   |
| 35.                                    | Райкович Андрій Павлович               | 1956 -                                 | Райкович А.П. є активним громадським діячем. Два скликання поспіль обирався депутатом Кіровоградської обласної ради, що свідчить про високу довіру до нього мешканців міста. Він опікується міськими дитячими будинками, надає допомогу Кіровоградській школі-інтернату. У 2015 році обраний міським головою. | 19 вересня 2013 року                   |
| 36.                                    | Кривенко Віталій Єфремович             | 1937 -                                 | Заслужений архітектор України. Нагороджений орденом “За заслуги” III ступеня, Почесною грамотою Верховної Ради України, Почесною грамотою Кіровоградської міської ради та виконавчого комітету, відзнакою виконавчого комітету Кіровоградської міської ради “За заслуги” ІІ ступеня. | 9 вересня 2014 року                    |
| 37.                                    | Фільштейн Леонід Михайлович            | 1926 -                                 | Учасник Великої Вітчизняної війни. Має 5 орденів і 15 медалей, 6 Почесних знаків. Фільштейн Л.М. - “Відмінник освіти України” (1996), “Заслужений працівник народної освіти України” (1992), нагороджений відзнакою виконавчого комітету Кіровоградської міської ради “За заслуги” І ступеня (2006). | 16 вересня 2016 року                   |
| 38.                                    | Свідерська Ольга Михайлівна            | 1989 -                                 | Багаторазова призерка Паралімпійських ігор, нагороджена Орденом княгині Ольги II і III ст. | 4 вересня 2017 року                    |
| 39.                                    | Сорока Семен Климович                  | 1928 - 2017                            | Правозахисник, зв'язковий УПА, громадсько-політичний діяч | 6 вересня 2018 року                    |
| 39.                                    | Панченко Володимир Євгенович           | 1954 - 2019                            | Український літературний критик, літературознавець, письменник | 27 серпня 2019 року                    |